# Ripi
Ripi település Olaszországban, Lazio régióban, Frosinone megyében. Lakosainak száma 5006 fő (2023. január 1.). Ripi Arnara, Boville Ernica, Ceprano, Pofi, Strangolagalli, Torrice és Veroli községekkel határos.

## Népesség
A település lakossága az elmúlt években az alábbi módon változott:
| Lakosok száma | 5256 | 5249 | 5006 |
|               | 2017 | 2018 | 2023 |